# Mihail Buta
Mihail Buta (n. 1893, Bistrița - d. 1969, Bistrița) a fost un deputat în Marea Adunare Națională de la Alba Iulia, organismul legislativ reprezentativ al „tuturor românilor din Transilvania, Banat și Țara Ungurească”, cel care a adoptat hotărârea privind Unirea Transilvaniei cu România, la 1 decembrie 1918.:p. 77

## Biografie
Mihail Buta a fost maistru mecanic în Bistrița și membru al C.N.R. După 1918, Mihail Buta a fost membru P.S.D.:p. 118

## Activitatea politică

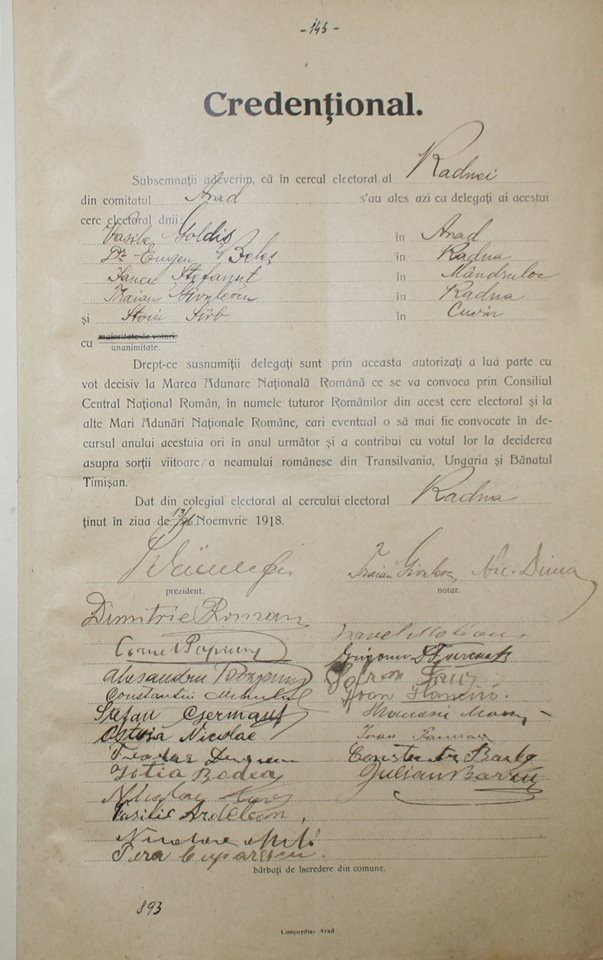
Credențional

Ca deputat în Adunarea Națională din 1 decembrie 1918 a reprezentat, ca delegat de drept, Reuniunea meseriașilor români din Bistrița.:p. 118